# WWE Crown Jewel Championship
El WWE Crown Jewel Championship (Campeonato Crown Jewel de WWE, en español) es campeonato de lucha libre profesional creado y utilizado por la empresa WWE para sus marcas Raw y SmackDown, que se defiende anualmente en el evento Crown Jewel.

## Historia
El 5 de octubre de 2024, durante el evento Bad Blood, el director de contenido de WWE, Paul «Triple H» Levesque, anunció que los regentes titulares del Campeonato Mundial de Peso Pesado y del Campeonato Indiscutible de WWE se enfrentarían entre sí anualmente en Crown Jewel, presentando en la ocasión el nuevo cinturón que se le otorgará al ganador. 
Cada año, los campeones mundiales de las marcas Raw y SmackDown competirán en un combate por el Campeonato Crown Jewel. Sin embargo, ninguno de los dos títulos estarán en juego.
Tras el anuncio, para la edición inaugural quedó establecido el combate entre Gunther, campeón mundial de peso pesado, y Cody Rhodes, campeón mundial indiscutible de WWE.

## Campeones

### Campeón actual
El campeón actual e inaugural es Cody Rhodes, quien se encuentra en su primer reinado. Rhodes logró el título tras derrotar a Gunther el 2 de noviembre de 2024 en Crown Jewel.

### Lista de campeones
| N.º     | Campeón     | Lucha                  | Lucha       | Lucha                | Estadísticas  | Estadísticas  | Notas y referencias                                 |
| N.º     | Campeón     | Fecha                  | Evento      | Ubicación            | Reinado       | Días          | Notas y referencias                                 |
| ------- | ----------- | ---------------------- | ----------- | -------------------- | ------------- | ------------- | --------------------------------------------------- |
| WWE Raw | WWE Raw     | WWE Raw                | WWE Raw     | WWE SmackDown        | WWE SmackDown | WWE SmackDown | WWE SmackDown                                       |
| 1       | Cody Rhodes | 2 de noviembre de 2024 | Crown Jewel | Riad, Arabia Saudita | 1             | 246+          | Derrotó a Gunther en un Champion vs Champion Match. |